# Enstånka
Enstånka är en benämning på större encylidriga fyrtaktsmotorer. Enstånkor används ofta i motorcyklar för tävlingsbruk inom Motocross, Enduro och Supermotard samt inom roadracing i klassen Supermono. De är också vanliga i motorcykelmodeller som fungerar väl för både gatukörning och lättare terräng.